# Nậm Nhừ
Nậm Nhừ là một xã thuộc huyện Nậm Pồ, tỉnh Điện Biên, Việt Nam.

## Địa lý
Xã Nậm Nhừ nằm cách trung tâm huyện khoảng 30 km, có vị trí địa lý:
- Phía đông giáp xã Nà Khoa
- Phía tây giáp Lào
- Phía nam giáp xã Nà Bủng và xã Nậm Chua
- Phía bắc giáp xã Na Cô Sa và xã Nà Khoa.

Xã Nậm Nhừ có diện tích 59,72 km², dân số năm 2022 là 3.624 người, mật độ dân số đạt 60 người/km².

## Hành chính
Xã Nậm Nhừ được chia thành 6 bản: Huổi Lụ 2, Huổi Lụ 3, Nậm Chua 1, Nậm Chua 3, Nậm Nhừ 1, Nậm Nhừ 3.

## Lịch sử
Ngày 25 tháng 8 năm 2012, Chính phủ ban hành Nghị quyết số 45/NQ-CP về việc:
- Thành lập xã Nậm Nhừ thuộc huyện Mường Nhé trên cơ sở điều chỉnh 5.993,73 ha diện tích tự nhiên và 2.615 nhân khẩu của xã Nà Khoa.
- Chuyển xã Nậm Nhừ thuộc huyện Mường Nhé về huyện Nậm Pồ mới thành lập quản lý.